# جنوا (مینه‌سوتا)
جنوا (به انگلیسی: Genoa) یک منطقهٔ مسکونی در ایالات متحده آمریکا است که در شهرستان اولمستد، مینه‌سوتا واقع شده‌است. جنوا ۳۰۹٫۰۷ متر بالاتر از سطح دریا واقع شده‌است.